# Luiz Humberto Carneiro
Luiz Humberto Carneiro (Uberlândia, 24 de março de 1953 – Uberlândia, 17 de abril de 2021) foi um produtor rural e político brasileiro. Foi o deputado estadual de Minas Gerais. Em 2012 se candidatou nas eleições municipais pelo PSDB para prefeito de Uberlândia, porém não foi eleito, obtendo apenas 96.607 votos (28,08% dos votos válidos). Foi derrotado pelo candidato petista Gilmar Machado, ex-prefeito de Uberlândia com 236.418 votos (68,72% dos votos válidos).

## Biografia
Natural de Uberlândia, Luiz Humberto Carneiro era produtor rural e filho de produtor rural. Iniciou sua caminhada como homem público no Sindicato Rural de Uberlândia (1990-1998), do qual foi presidente e coordenou, em nível nacional, o movimento “Não Posso Plantar”.
Foi Secretário Municipal de Agropecuária (1991-1995) e Secretário Municipal de Habitação (1995-1999) em Uberlândia - Minas Gerais.
Eleito deputado estadual nas eleições de 2002 e reeleito em 2006 e 2010. Em 2005, foi escolhido, por unanimidade, como líder do PSDB na Assembleia Legislativa de Minas Gerais, sendo reeleito para esse cargo por cinco vezes consecutivas (2005-2010). Também foi líder do maior bloco de apoio ao ex-governador Aécio Neves, o Bloco Social Democrata (PSDB, PTB, PMN e PR), por quatro anos (2007-2010).
Na atual Legislatura, foi o líder do governo de Minas na gestão de Antonio Anastasia (2011-2012) e foi o líder do governador Alberto Pinto Coelho no Parlamento Mineiro.
Morreu em 17 de abril de 2021, aos 68 anos, de COVID-19, após estar internado no Hospital Santa Genoveva desde 9 de fevereiro de 2021.